# Voivo
Voivo är en sjö i kommunen Kangasniemi i landskapet Södra Savolax i Finland. Arean är 44 hektar och strandlinjen är 5,04 kilometer lång. Sjön  ingår i Kymmene älvs huvudavrinningsområde.   Den ligger omkring 69 kilometer nordväst om S:t Michel och omkring 240 kilometer norr om Helsingfors. 